# Camera Obscura (Tel Aviv)
Pour les articles homonymes, voir Camera obscura.
Camera Obscura (קמרה אובסקורה- בית הספר לאמנות) est un collège situé à Tel Aviv estiné à l'enseignement des métiers de la création visuelle. 
Les diplômés de l'institut sont des artistes, des créateurs et des professionnels dans les domaines de la photographie, du cinéma, de l'animation et de l'écriture.

## Histoire
Le collège est fondé en 1978 par Arieh Hamer et Michal Rovner dans un appartement au sous-sol de la rue roi Solomon à Tel Aviv. Au départ, des cours de photographie, de développement et d'impression en noir et blanc y sont organisés selon les exigences des candidats. 
En 1980, le département de photographie est fondé et est rejoint cinq ans plus tard, en 1985, par le département de cinéma et en 1992 par le département des médias numériques et de l'animation, le département d'écriture et de scénarisation.
L'école déménage depuis son premier emplacement dans la rue Bialik puis, de là, vers un bâtiment situé rue Allenby, au coin de Brenner.
En 1990, l'école déménage dans le complexe Yad Harutzim sur Rival Street, où elle reste pendant une décennie avant de déménager dans la même rue en 1999 dans sa localisation actuelle.
Alors que le département de photographie contribue au développement de la photographie locale en tant que médium artistique et en tant qu'expression personnelle, le département de cinéma est l'un des premiers, sinon le seul, à l'époque à adopter les études en vidéo, outil d'un coût inférieur à celui du film. Le Département des Médias numériques et de l'Animation, en avance sur son temps, dont la création date de 1992, se fixe comme objectif d'explorer les effets de la révolution numérique sur les efforts artistiques et culturels et de participer à leur reformulation.
Le Département d'écriture offre également un cadre d'étude unique qui combine une expérience dans les différents domaines de l'écriture, et un équilibre que l'on ne trouve pas dans d'autres institutions académiques, entre les fondements théoriques et le travail pratique et intensif dans des ateliers d'écriture comme on en trouve aujourd'hui dans les programmes des principales universités des États-Unis.
En 2005, l'école est sur le point de fermer après s'être endettée et est menacée de faillite. En prévision d'une conférence d'urgence tenue à la Cinémathèque de Tel Aviv afin de recevoir un soutien supplémentaire du ministère de la Culture, le directeur de l'école, Arieh Hamer, déclare « Au fil des ans, l'école n’a reçu qu’un soutien relativement nul de la part d'institutions parallèles. Le montant que nous demandons actuellement est également relativement faible par rapport au soutien qui nous a été refusé au cours de la dernière décennie. Le danger est imminent. Si nous ne le faisons pas, nous ne le seront pas. ». Selon le ministère de la Culture, de graves problèmes administratifs à l'école ont conduit à l'accumulation de dettes de millions de shekels au fil des ans.
En septembre de cette année-là, l'école est acquise par Yoav Gera, directeur de l'École israélienne de conception sonore et d'ingénierie, qui était établie dans le même bâtiment et entretenait une relation amicale et réciproque avec Camera Obscura depuis 1990. 
Gera dirige l'école en partenariat avec Yanai Safrani.

## Scolarité
Les études à Camera Obscura se concentrent sur les professions de création visuelle qui engagent un dialogue avec la pointe de la technologie, le monde des médias et le monde de l'art.
Pendant l'année scolaire, l'école accueille des artistes actifs dans les domaines de la culture, de l'art et de l'industrie, parmi lesquels Ari Folman, réalisateur et scénariste de cinéma et de télévision, Ronit Weiss Berkowitz, réalisateur et scénariste, Amos Nahum, photographe international de la nature, Roger Blanc, photographe et artiste américain, le directeur de la photographie Peter Schusicki et plus encore. 
Il y a aussi des séminaires sur les affaires courantes liées aux domaines d'études de l'école, comme les droits d'auteur dans la musique, le cinéma et la télévision, tendances et développements dans l'industrie de l'animation, discussion sur l'industrie de la telenovela, un séminaire sur la façon de représenter l'Holocauste au cinéma, en collaboration avec le centre Yad Vashem, soirées de lancement conjointes avec des éditeurs de livres, etc. En plus de ces diverses activités, l'école organise des activités culturelles pour la communauté et le grand public, telles que : des activités au profit des habitants du nord pendant la Seconde Guerre du Liban et des ateliers pour les jeunes pendant la grève des enseignants.